# Matt Holland
Matthew Rhys Holland (født 11. april 1974 i Bury, England) er en engelskfødt irsk tidligere fodboldspiller (midtbane).
Holland spillede hele sin karriere i engelsk fodbold, og tilbragte blandt andet seks sæsoner hos både Ipswich Town og Charlton Athletic.
For det irske landshold spillede Holland 49 kampe og scorede fem mål. Han var en del af den irske trup til VM 2002 i Sydkorea/Japan, og scorede i irernes åbningskamp mod Cameroun.